# Nicon polaris
Nicon polaris är en ringmaskart som beskrevs av Hartman 1967. Nicon polaris ingår i släktet Nicon och familjen Nereididae. Inga underarter finns listade i Catalogue of Life.